# Дубровка (Плюсский район)
Дубровка — деревня в Плюсском районе Псковской области. Входит в сельское поселение Плюсская волость.

## География
Деревня расположена на правом берегу реки Чёрная (левого притока Плюссы), в 12 км к северо-западу от районного центра — посёлка Плюсса и в 6 км к востоку от деревни Должицы.

## Население
Численность населения деревни по оценке на конец 2000 года составляла 11 человек, по переписи 2002 года — 9 человек.

### Известные жители
- Козлов, Григорий Филиппович (1911—1984) — лётчик Великой Отечественной войны, Герой Советского Союза (1945).

## История
До 1 января 2006 года деревня входила в состав ныне упразднённой Должицкой волости.